# Cake-walk

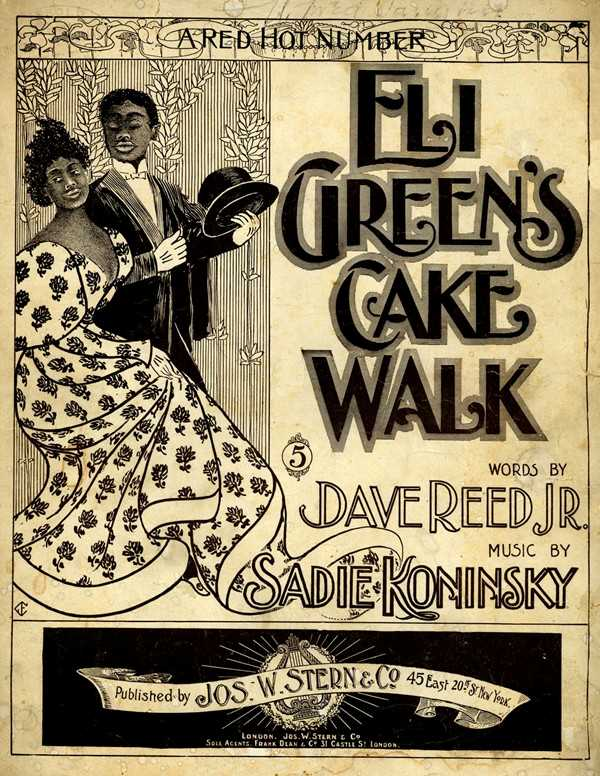

Cake-walk – taniec towarzyski w żywym tempie, metrum 2/4 i synkopowanym rytmie.
Pod koniec XIX wieku był to pierwszy popularny taniec na terenie USA, który lansował ruchy ciała charakterystyczne dla tańców afrykańskich. Łączył podstawowe kroki marszu, polki i two-stepa. Spopularyzowały go wędrowne grupy wodewilowe, a odbierany był jako groteska tańców murzyńskich. Na początku XX wieku był popularny także w Europie.